# Rychlá divize (Slovenský stát)

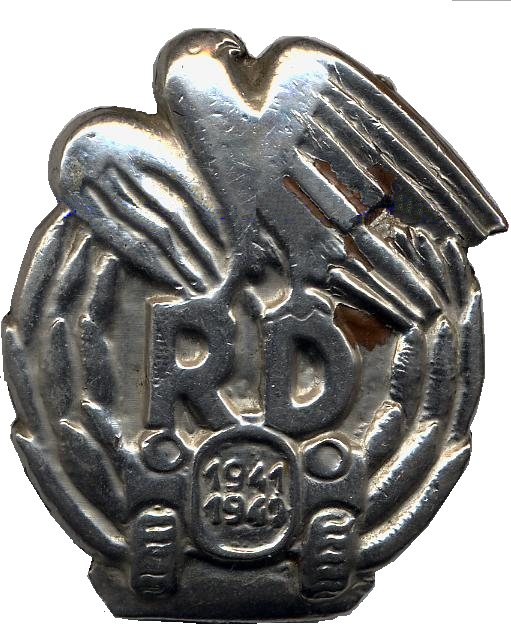
Znak Rychlé divize

Rychlá divize byla divize slovenské armády bojující za druhé světové války na východní frontě na straně armád Osy. Divizi veleli střídavě plukovník Rudolf Pilfousek jako plukovník a později jako generál, Jozef Turanec jako plukovník a později jako generál, Augustín Malár jako plukovník a později jako generál, Štefan Jurech a plukovník Pavol Kuna. Slovenské jednotky na východní frontě spadaly na začátku tažení pod takzvanou Slovenskú armádnu skupinu, které velel generál Ferdinand Čatloš. Rychlá divize vznikla 23. července 1941 po vícenásobné reorganizaci Rýchlej skupiny, která vznikla již 23. června 1941. Divizi později po ústupu z Kavkazu označovali jako 1. pešia nebo 1. technická divize.

## Organizace
Stav Rychlé skupiny 25. června 1941 při překročení sovětských hranic.

Dohromady měla 59 důstojníků, 27 poddůstojníků a 1824 vojáků.
- Velitelství
- 2. jezdecký průzkumný oddíl - cyklistická rota, rota těžkých zbraní, kulometná četa
- Motorizovaný pěší prapor - 2. prapor 6. pěšího pluku, 3 roty pěchoty, kulometná rota, četa protitankových děl, baterie 75mm děl, ženijní četa
- 1. dělostřelecký oddíl - 1. oddíl 11. dělostřeleckého pluku, 3 baterie 100mm děl vz. 30, spojařská četa
- Spojovací rota
- Prapor útočné vozby - 2 roty protitankových děl (9 ks ráže 37 mm), štábní rota, 2. a 3. tanková rota (celkem 30 tanků LT-35, 10 tanků LT-38 a 7 tanků LT-40)

Konečná podoba 22. srpna 1941 po reorganizaci a rozšíření na Rychlou divizi. Zatím bez obrněných jednotek, protože všechny byly vyslány na Slovensko k opravám. K divizi byly přiděleny až 29. října 1942 o velikosti jedné roty (6 tanků LT-38 a 6 tanků LT-40).

Dohromady měla 301 důstojníků, 90 poddůstojníků, 8060 vojáků.
- Velitelství
- 20. pěší pluk
- 21. pěší pluk
- 11. dělostřelecký pluk (16 ks 100mm děl vz. 30, 4 ks 105mm kanónů vz. 35)
- 11. průzkumná skupina
- 2. spojovací prapor
- 11. ženijní prapor
- 11. horská baterie (4 ks 75mm děl vz. 15)
- 11. protitanková rota (12 ks 37mm protitankových kanónů)
- Protiletadlová skupina (12 ks 20mm protiletadlových děl a 4 ks 88mm protiletadlových děl)
- Automobilové dílny a Zásobovací služby

## Dějiny jednotky
Rychlá divize postupovala pod Pilfouskovým vedením nejdříve směrem na polský Sanok, ale později byla přesměrována na Lvov a Vinnycju. Asi 18. července 1941 jednotka při svém postupu pronikla mimo území, které spadalo pod působnost slovenského velení, a tak byla podřízena německé 17. armádě, v rámci které již operovala do začátku vpádu do SSSR. Do prvních bojů se jednotka dostala u Załuże. První intenzivnější boje s Rudou armádou proběhly u osady Lipovec. Později se podílela na německém postupu jižní Ukrajinou. Více než půl roku poté držela obranné postavení u Azovského moře, Taganrogu a řeky Mius. V červnu 1942 jednotka díky motorizovanosti velmi rychle postupovala a 22. června dosáhla Rostova na Donu. Zapojila se i do bojů o město a byla první jednotkou vojsk Osy, která si vybudovala předmostí na východním břehu Donu. Odtud postupovala do listopadu 1942 na Kavkaz. V důsledku sovětského protiútoku však byla postupně stahována a skončila na Krymu. V této době však byla morálka slovenských vojáků jiná než na začátku války, mnozí již nebyli ochotni bojovat proti Sovětskému svazu a chápali, že stojí na nesprávné straně. V noci z 29. na 30. října 1943 se jednotka dostala nečekaně do bojů u Melitopolu a Rudá armáda zajala kolem 2300 slovenských vojáků a 45 důstojníků. Rychlou divizi již německé velení víc nenasazovalo na frontu a v březnu 1945 byla zajata sovětskými jednotkami v Rakousku u Wiener Neustadtu.